# Martin Fliegenschmidt
Martin Fliegenschmidt, Pseudonym Fly, (* 3. Februar 1981 in Hagen) ist ein deutscher Popmusiker, Songwriter und Produzent. Er ist seit 2006 Sänger und Gitarrist der Band Parka.
Als Texter und Komponist hat Fliegenschmidt zahlreiche Songs für deutsche und internationale Künstler mitgeschrieben, z. B. arbeitete er zusammen mit:
- Max Giesinger
- Wincent Weiss
- Helene Fischer
- Roger Cicero
- Adel Tawil
- Stefanie Heinzmann

- Christina Stürmer
- Blue
- Joy Denalane
- Ilse DeLange
- Mike Singer
- Imanbek
- Glasperlenspiel
- Barbara Schöneberger
- Jan Smit
- Conchita Wurst

Fliegenschmidt ist Mitglied des Leitungsteams von Verso, der Vereinigung Songwriter im Deutschen Komponist:innenverband.

## Auszeichnungen
- Bundesrockwettbewerb 2007
  - 1. Platz mit Parka
- Deutscher Rock&Pop-Preis des DKV 2008